# Kevin Csoboth
Kevin Csoboth (Pécs, 20 giugno 2000) è un calciatore ungherese, attaccante del San Gallo e della nazionale ungherese.

## Biografia
Suo padre Róbert Csoboth era anch'egli un calciatore.

## Carriera

### Club
Cresciuto nei settori giovanili di Ferencváros e Kozármisleny, nel 2016 viene ceduto in prestito al Benfica, che lo aggrega al proprio settore giovanile; l'anno successivo viene acquistato a titolo definitivo dal club portoghese. Nel 2019 viene "promosso" nella seconda squadra delle Águias, dove in due anni totalizza 18 presenze e due reti. Nel 2021 torna in Ungheria nelle file del Fehérvár, ma nel febbraio 2022, dopo aver giocato soltanto tre partite condite da due reti, viene ceduto in prestito allo Szeged 2011, in seconda divisione, fino al termine della stagione. Rientrato alla base, viene convocato per alcune gare, per poi essere acquistato dall'Újpest, altro club della massima divisione ungherese.

### Nazionale
Ha giocato nelle nazionali giovanili ungheresi Under-17, Under-18 ed Under-19.
Il 23 marzo 2023 ha esordito con la nazionale maggiore ungherese, disputando l'amichevole vinta per 1-0 contro l'Estonia.
Convocato per Euro 2024, nel corso della competizione realizza il suo primo gol per l'Ungheria decidendo la sfida, valevole per la fase a gironi, vinta 1-0 contro la Scozia al 100'; al contempo questa rete è diventata la più tardiva nella storia degli europei, battendo il precedente primato (stabilito pochi giorni prima) dell'albanese Klaus Gjasula.

## Statistiche

### Presenze e reti nei club
Statistiche aggiornate al 2 giugno 2024.
| Stagione         | Squadra          | Campionato       | Campionato | Campionato | Coppe nazionali | Coppe nazionali | Coppe nazionali | Coppe continentali | Coppe continentali | Coppe continentali | Altre coppe | Altre coppe | Altre coppe | Totale | Totale |
| Stagione         | Squadra          | Comp             | Pres       | Reti       | Comp            | Pres            | Reti            | Comp               | Pres               | Reti               | Comp        | Pres        | Reti        | Pres   | Reti   |
| ---------------- | ---------------- | ---------------- | ---------- | ---------- | --------------- | --------------- | --------------- | ------------------ | ------------------ | ------------------ | ----------- | ----------- | ----------- | ------ | ------ |
| 2018-2019        | Benfica B        | LdH              | 1          | 0          |                 | -               | -               |                    | -                  | -                  |             | -           | -           | 1      | 0      |
| 2019-2020        | Benfica B        | LdH              | 5          | 1          |                 | -               | -               |                    | -                  | -                  |             | -           | -           | 5      | 1      |
| 2020-2021        | Benfica B        | LdH              | 12         | 1          |                 | -               | -               |                    | -                  | -                  |             | -           | -           | 12     | 1      |
| Totale Benfica B | Totale Benfica B | Totale Benfica B | 18         | 2          |                 | -               | -               |                    | -                  | -                  |             | -           | -           | 18     | 2      |
| 2021-feb. 2022   | Fehérvár         | NB1              | 1          | 0          | CU              | 2               | 2               | UECL               | 0                  | 0                  |             | -           | -           | 3      | 2      |
| feb.-giu. 2022   | Szeged 2011      | NB2              | 14         | 5          | CU              | -               | -               |                    | -                  | -                  |             | -           | -           | 14     | 5      |
| ago. 2022-2023   | Újpest           | NB1              | 26         | 5          | CU              | 3               | 1               |                    | -                  | -                  |             | -           | -           | 29     | 6      |
| 2023-2024        | Újpest           | NB1              | 32         | 7          | CU              | 3               | 0               |                    | -                  | -                  |             | -           | -           | 35     | 7      |
| Totale Újpest    | Totale Újpest    | Totale Újpest    | 58         | 12         |                 | 6               | 1               |                    | -                  | -                  |             | -           | -           | 64     | 13     |
| Totale carriera  | Totale carriera  | Totale carriera  | 91         | 19         |                 | 8               | 3               |                    | 0                  | 0                  |             | -           | -           | 99     | 22     |

### Cronologia presenze e reti in nazionale
| Cronologia completa delle presenze e delle reti in nazionale ― Ungheria | Cronologia completa delle presenze e delle reti in nazionale ― Ungheria | Cronologia completa delle presenze e delle reti in nazionale ― Ungheria | Cronologia completa delle presenze e delle reti in nazionale ― Ungheria | Cronologia completa delle presenze e delle reti in nazionale ― Ungheria | Cronologia completa delle presenze e delle reti in nazionale ― Ungheria | Cronologia completa delle presenze e delle reti in nazionale ― Ungheria | Cronologia completa delle presenze e delle reti in nazionale ― Ungheria |
| Data                                                                    | Città                                                                   | In casa                                                                 | Risultato                                                               | Ospiti                                                                  | Competizione                                                            | Reti                                                                    | Note                                                                    |
| ----------------------------------------------------------------------- | ----------------------------------------------------------------------- | ----------------------------------------------------------------------- | ----------------------------------------------------------------------- | ----------------------------------------------------------------------- | ----------------------------------------------------------------------- | ----------------------------------------------------------------------- | ----------------------------------------------------------------------- |
| 23-3-2023                                                               | Budapest                                                                | Ungheria                                                                | 1 – 0                                                                   | Estonia                                                                 | Amichevole                                                              | -                                                                       | 76’                                                                     |
| 27-3-2023                                                               | Budapest                                                                | Ungheria                                                                | 3 – 0                                                                   | Bulgaria                                                                | Qual. Euro 2024                                                         | -                                                                       | 73’                                                                     |
| 17-6-2023                                                               | Podgorica                                                               | Montenegro                                                              | 0 – 0                                                                   | Ungheria                                                                | Qual. Euro 2024                                                         | -                                                                       | 58’ 70’                                                                 |
| 7-9-2023                                                                | Belgrado                                                                | Serbia                                                                  | 1 – 2                                                                   | Ungheria                                                                | Qual. Euro 2024                                                         | -                                                                       | 90+4’                                                                   |
| 10-9-2023                                                               | Budapest                                                                | Ungheria                                                                | 1 – 1                                                                   | Rep. Ceca                                                               | Amichevole                                                              | -                                                                       | 84’                                                                     |
| 17-10-2023                                                              | Kaunas                                                                  | Lituania                                                                | 2 – 2                                                                   | Ungheria                                                                | Qual. Euro 2024                                                         | -                                                                       | 62’                                                                     |
| 16-11-2023                                                              | Sofia                                                                   | Bulgaria                                                                | 2 – 2                                                                   | Ungheria                                                                | Qual. Euro 2024                                                         | -                                                                       | 59’                                                                     |
| 8-6-2024                                                                | Debrecen                                                                | Ungheria                                                                | 3 – 0                                                                   | Israele                                                                 | Amichevole                                                              | -                                                                       | 57’                                                                     |
| 19-6-2024                                                               | Stoccarda                                                               | Germania                                                                | 2 – 0                                                                   | Ungheria                                                                | Euro 2024 - 1º turno                                                    | -                                                                       | 87’                                                                     |
| 23-6-2024                                                               | Stoccarda                                                               | Scozia                                                                  | 0 – 1                                                                   | Ungheria                                                                | Euro 2024 - 1º turno                                                    | 1                                                                       | 86’ 90+11’                                                              |
| 7-9-2024                                                                | Düsseldorf                                                              | Germania                                                                | 5 – 0                                                                   | Ungheria                                                                | UEFA Nations League 2024-2025 - 1º turno                                | -                                                                       | 75’                                                                     |
| 10-9-2024                                                               | Budapest                                                                | Ungheria                                                                | 0 – 0                                                                   | Bosnia ed Erzegovina                                                    | UEFA Nations League 2024-2025 - 1º turno                                | -                                                                       | 75’                                                                     |
| 11-10-2024                                                              | Budapest                                                                | Ungheria                                                                | 1 – 1                                                                   | Paesi Bassi                                                             | UEFA Nations League 2024-2025 - 1º turno                                | -                                                                       | 65’                                                                     |
| 16-11-2024                                                              | Amsterdam                                                               | Paesi Bassi                                                             | 4 – 0                                                                   | Ungheria                                                                | UEFA Nations League 2024-2025 - 1º turno                                | -                                                                       | 80’                                                                     |
| 19-11-2024                                                              | Budapest                                                                | Ungheria                                                                | 1 – 1                                                                   | Germania                                                                | UEFA Nations League 2024-2025 - 1º turno                                | -                                                                       | 82’                                                                     |
| 20-3-2025                                                               | Istanbul                                                                | Turchia                                                                 | 3 – 1                                                                   | Ungheria                                                                | UEFA Nations League 2024-2025 - Play-off                                | -                                                                       | 78’                                                                     |
| 23-3-2025                                                               | Budapest                                                                | Ungheria                                                                | 0 – 3                                                                   | Turchia                                                                 | UEFA Nations League 2024-2025 - Play-off                                | -                                                                       | 74’                                                                     |
| 6-6-2025                                                                | Budapest                                                                | Ungheria                                                                | 0 – 2                                                                   | Svezia                                                                  | Amichevole                                                              | -                                                                       | 71’                                                                     |
| 10-6-2025                                                               | Baku                                                                    | Azerbaigian                                                             | 1 – 2                                                                   | Ungheria                                                                | Amichevole                                                              | -                                                                       | 46’                                                                     |
| Totale                                                                  |                                                                         | Presenze                                                                | 19                                                                      |                                                                         | Reti                                                                    | 1                                                                       |                                                                         |